# Confrérie de charité

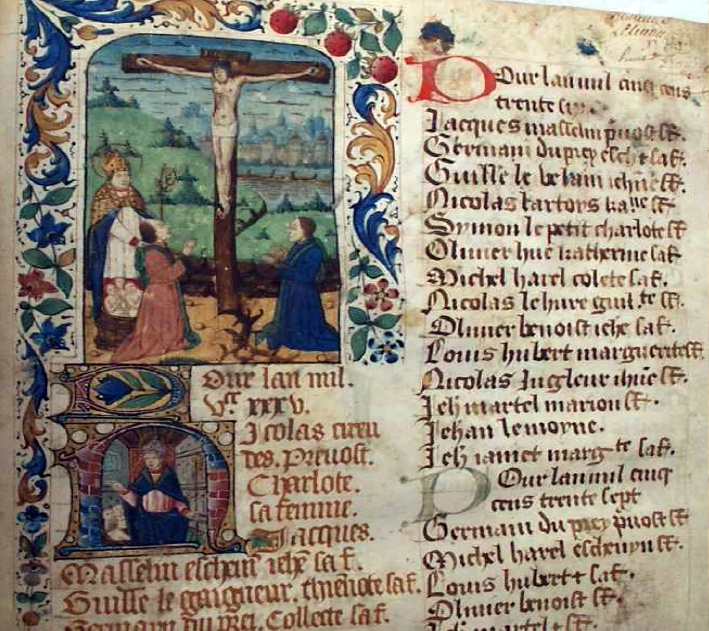
Seite aus dem Register der Confrérie de charité Sainte-Croix in Bernay (16. Jahrhundert)

Eine Confrérie de charité (‚Bruderschaft der Barmherzigkeit‘) ist eine katholische Bruderschaft von Laien einer Pfarrei in der Normandie in Frankreich. Die Bruderschaften werden in französischer Sprache oft kurz Charité und ihre Mitglieder Charitons genannt. Die Bruderschaften sind dem jeweiligen Schutzpatron ihrer Pfarrei gewidmet. Heute gibt es 116 Confréries de charité im Département Eure, fünf im Département Seine-Maritime und 45 im Pays d’Auge im Département Calvados. Ihre wichtigste Aufgabe ist der Trauerzug und die Bestattung von verstorbenen Mitgliedern der Pfarrgemeinde. Bruderschaften, die den Confréries de charité ähneln, gibt es auch in anderen Gegenden Frankreichs.

## Aufgaben
Die ursprüngliche Aufgabe der Confréries de charité umfasste außer dem Trauerzug und der Bestattung, die Unterstützung der Brüder und ihrer Familien in Notzeiten, Hilfe für Kranke, Witwen und Waisen. Einige der modernen Bruderschaften konzentrieren sich auf Beerdigungen, andere widmen sich auch der karitativen Arbeit. Am Gedenktag ihres jeweiligen Heiligen veranstalten die Bruderschaften noch heute Prozessionen.

## Aufbau

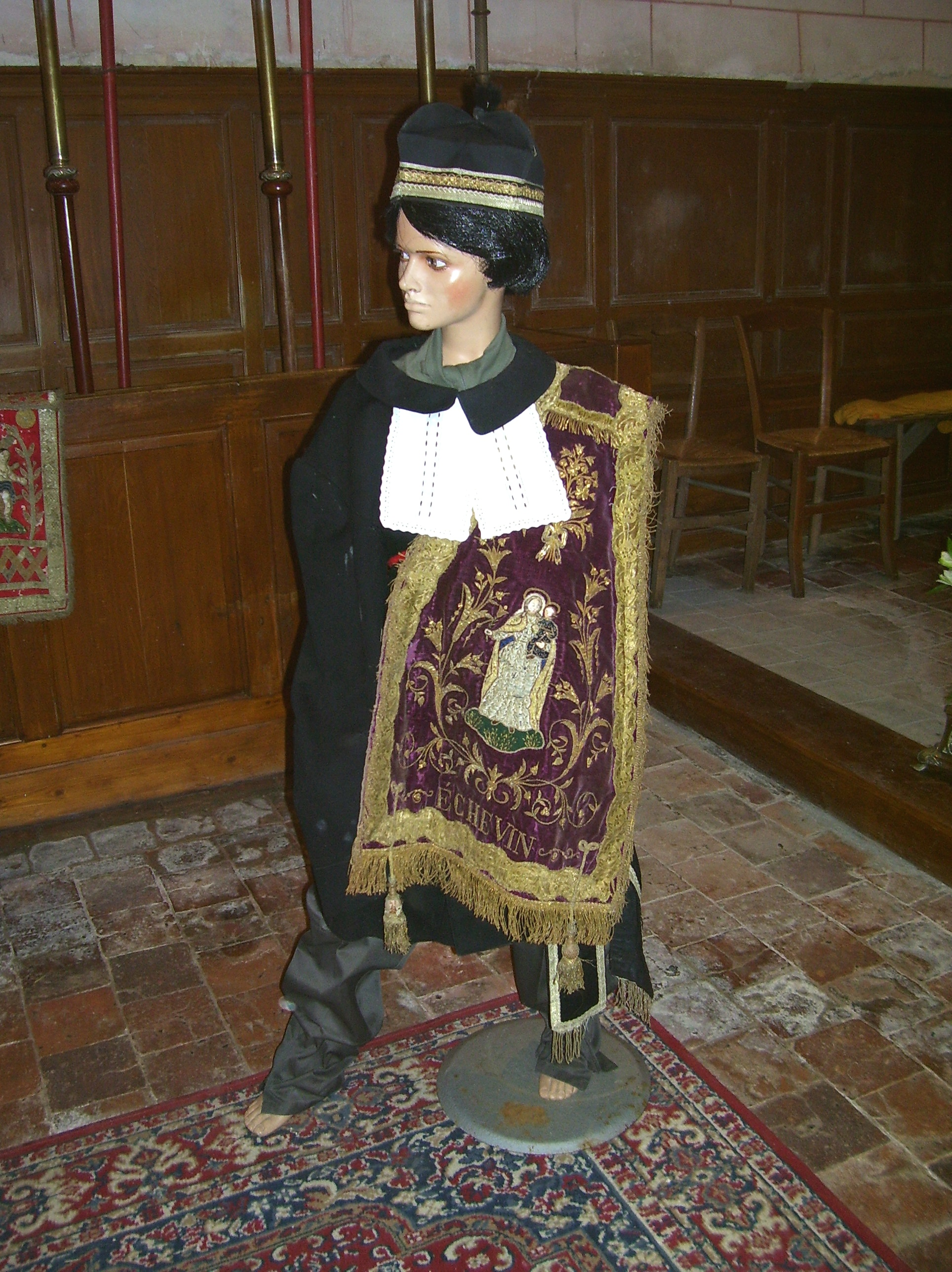
Kleidung eines échevin

Eine Confrérie de charité besteht aus 10 bis 15 Mitgliedern. Der Leiter der Bruderschaft wird échevin (‚Schöffe‘) genannt. Der nächste in der Rangfolge ist der prévot (‚Propst‘). Die übrigen Charitons werden ihrer Funktion nach bezeichnet. Die tintenelliers gehen bei Prozessionen voran, rufen den Namen des Verstorbenen und läuten kleine Glocken, der clerc (‚Kleriker‘) assistiert dem Pfarrer während der Messe, die anderen sind frères (‚Brüder‘) ohne festgelegte Funktion. Der Ausdruck Frère ist synonym zu Chariton. Der Schöffe amtiert nur für ein bis drei Jahre, dann wird der Propst zum Schöffen und einer der Brüder wird Propst. Der ehemalige Schöffe wird antique genannt. Der Titel antique wird auf Lebenszeit verliehen. Nach ihrer Dienstzeit erhalten die ehemaligen Brüder eine Urkunde, die ihre Zugehörigkeit zur Confrérie de charité bestätigt und ihnen ein freies Begräbnis durch die Bruderschaft zusichert.

## Geschichte

### Ursprünge
Die ältesten Confréries de charité von Eure wurden in Menneval, Folleville und Landepéreuse im Jahr 1080 gegründet, in Orbec in Calvados schon im Jahr 1006. Diese Daten sind allerdings nicht nachweisbar, da sie mündlich überliefert wurden. Die ersten schriftlichen Satzungen stammen aus dem Ende des 14. Jahrhunderts, zum Beispiel das Register der Charité des Cordeliers von Bernay. Besondere Bedeutung hatten die Bruderschaften von 1348 bis 1349 zur Zeit des Schwarzen Todes. Die Brüder begleiteten zu jener Zeit auch Begräbnisse in anderen Pfarreien, verbrannten nach der Beerdigung die Kleidung des Verstorbenen und sorgten für dessen Familie. Im 15. Jahrhundert litt die Bevölkerung unter den Folgen des Hundertjährigen Kriegs (1337–1453). Das 14. und 15. Jahrhundert war dadurch die Blütezeit der Confréries de charité.

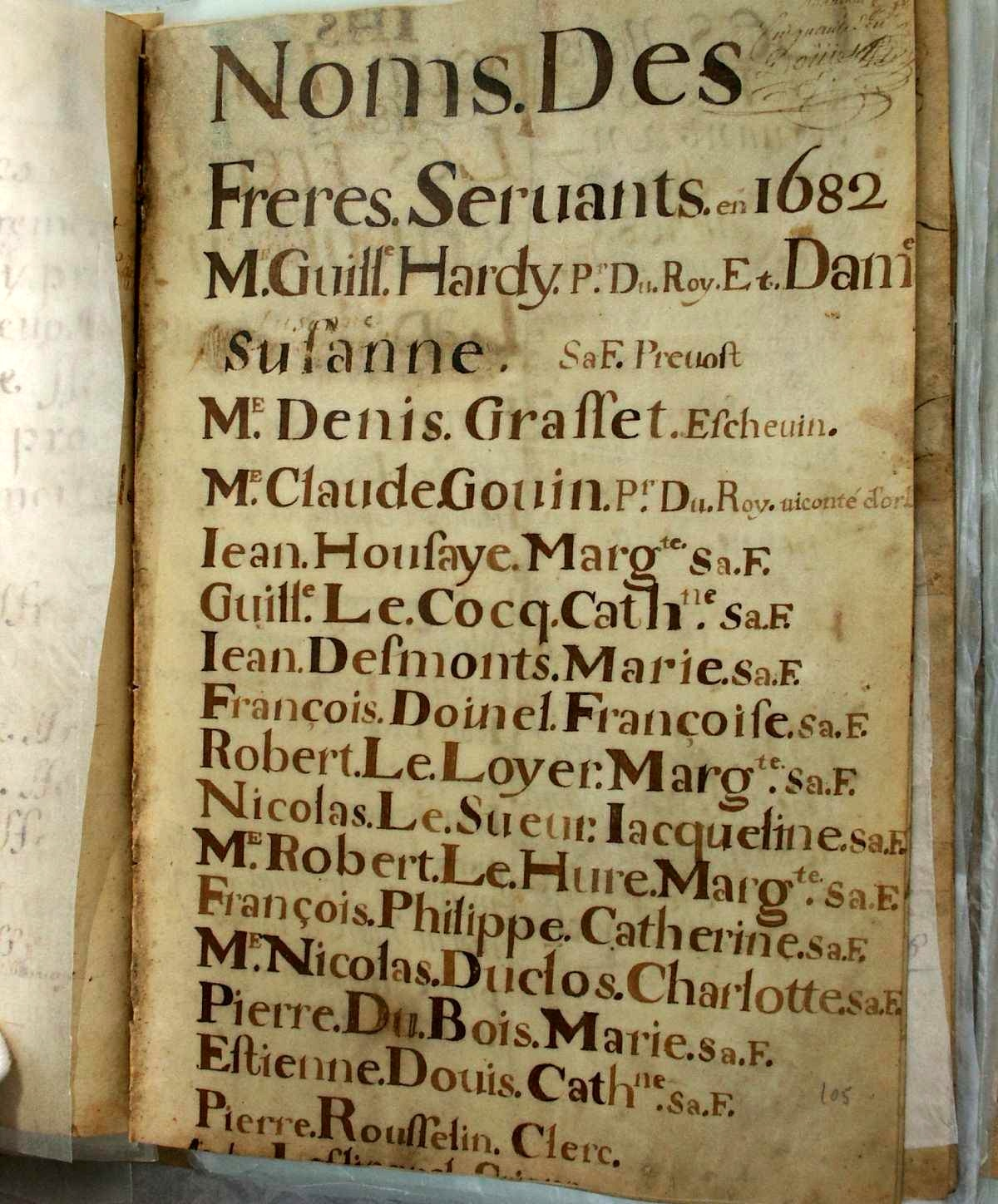
Seite aus dem Jahr 1682 im Register der Bruderschaft Sainte-Croix in Bernay

Im 16. Jahrhundert wurden die Bruderschaften zur Rekatholisierung im Zuge der Gegenreformation eingesetzt. Ab dem 17. Jahrhundert gab es Bestrebungen der Kirche, die Unabhängigkeit der Bruderschaften zu überwachen und später auch zu beschneiden. Die Kirche führte Regeln ein, an die sich die Bruderschaften halten mussten. Damit sollte verhindert werden, dass die Bruderschaften eine Konkurrenz zur Kirche darstellten. Nun durfte zum Beispiel bei der Amtseinführung des neuen Schöffen kein Brot und geweihtes Wasser mehr ausgeteilt werden.
Laut Michel Bée gab es zu Beginn des 18. Jahrhunderts fast 900 Confréries de charité in der Normandie.

### Französische Revolution
Am 18. August 1792 wurden die Bruderschaften im Zuge der Entchristianisierung durch die Französische Revolution (1789–1799) aufgelöst und ihre Besitztümer konfisziert. Für die Gemeinden war das Fehlen der Bruderschaften ein Problem. Einige der Bruderschaften formierten sich als säkulare Gemeinschaft neu, andere agierten heimlich im Untergrund. Die Confrérie de charité de Sainte-Catherine von Honfleur nannte sich ab 1793 Citoyens servant volontairement pour les inhumations (etwa: ‚Bürger, die freiwillig Beerdigungen veranstalten‘).

### Konkordat von 1801
Im Zuge des Konkordats von 1801 wurden die Confréries de charité wieder erlaubt. 1805 veröffentlichte Jean-Baptiste Boulier, der Bischof von Évreux, das Regelwerk der Confréries de charité. Sie unterstanden der lokalen Gendarmerie nationale und dem Klerus. 1842 erließ der Bischof Nicolas-Théodore Olivier neue Regeln. Er verbot die Anbetung von Kreuzen außerhalb der Kirche und die freie Wahl des Schutzheiligen. Einige Bruderschaften lösten sich daraufhin auf. 1843 gab es 550 Confréries de charité im Bistum Évreux.

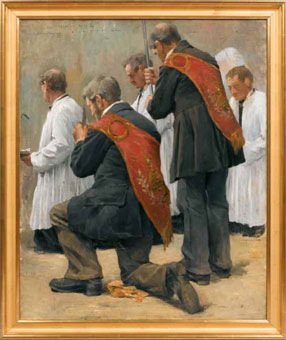
Les Charitons von Louis-Émile Minet (1841–1923)

Im 19. Jahrhundert wurde der Tod distanzierter betrachtet, die Familie des Verstorbenen trat in den Vordergrund. Die sozialen Unterschiede wurden nun auch in den Ritualen der Bruderschaften deutlich. Die Bestattungen waren nur für Mitglieder der Bruderschaft und bedürftige Personen oder Familien umsonst. Andere Gemeindemitglieder mussten für die Dienste bezahlen. Die Bruderschaft von Sacquenville (Eure) bot gegen Ende des 19. Jahrhunderts drei unterschiedliche Versionen der Bestattung an, die besonders prunkvolle Bestattung kostete 200 Francs, die einfache Bestattung 60 Francs und bei der kostenlosen Bestattung waren weniger Brüder anwesend. Die Bruderschaft von Sacquenville unternahm einmal im Jahr eine Spendensammlung in der Gemeinde. Die Spender wurden notiert und brauchten dann für die Bestattung nicht zu bezahlen. Ähnliche Regelungen gab es auch bei den anderen Bruderschaften.
Schon früher hatte es geringfügige, interne Strafen von einem Franc oder einigen Centimes für Brüder gegeben, die sich während der Zeremonien nicht entsprechend benahmen, oder einer Veranstaltung fernblieben. Im 19. Jahrhundert wurde der Katalog der Strafen stark erweitert. Bei der Confrérie de charité von Goupillières (Eure) umfasste der Strafenkatalog 201 Artikel mit mehreren Paragraphen. Dort kostete es zum Beispiel 3 Francs den Körper des Toten wegen Trunkenheit fallen zu lassen, nur 2 Francs, wenn es aus Ungeschicklichkeit geschah. Durch die Landflucht in der zweiten Hälfte des 19. Jahrhunderts sanken die Mitgliederzahlen.

### Neuorganisation

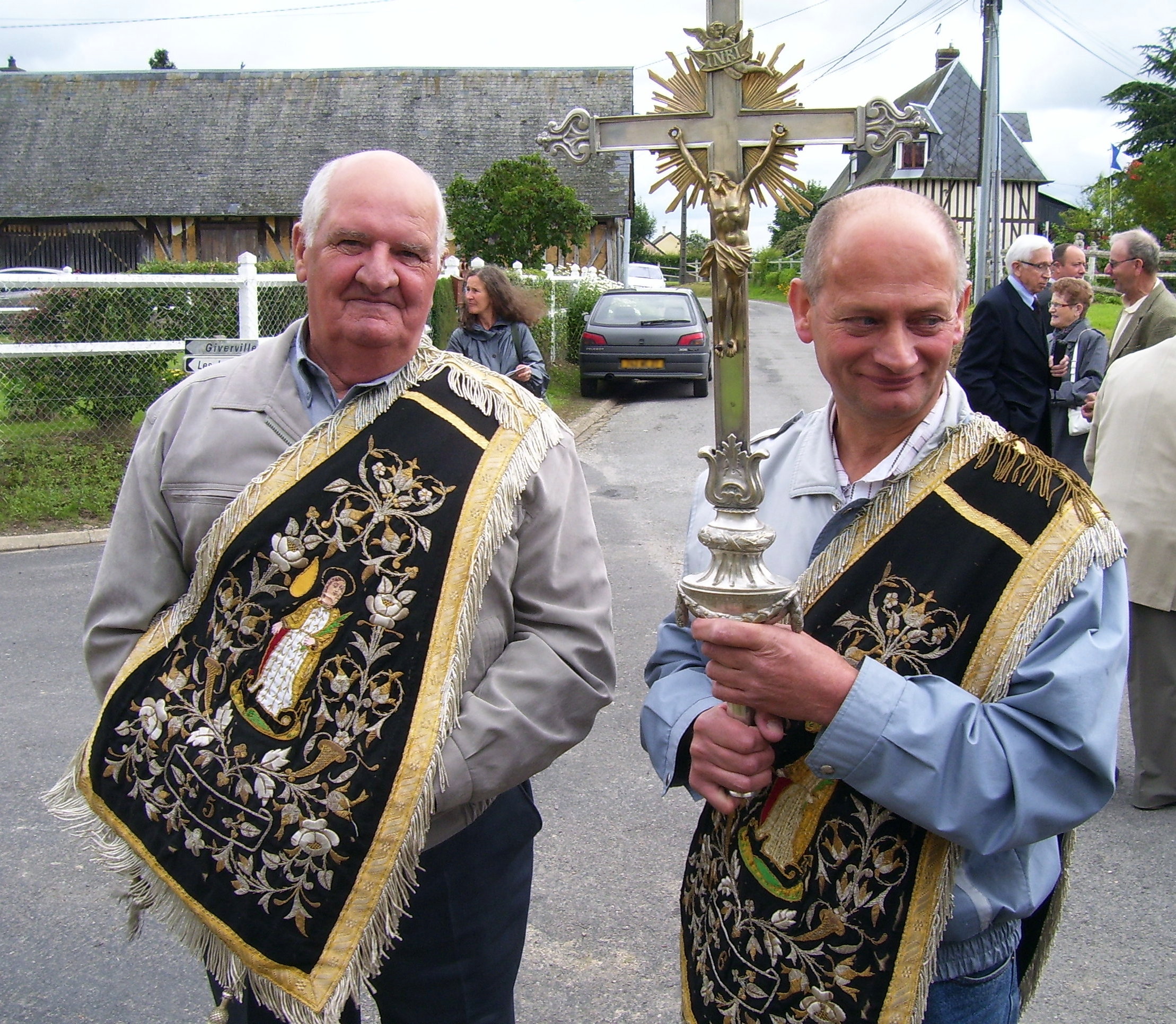
Charitons der Confrérie de charité von Giverville

Per Gesetz vom 28. Dezember 1904 oblag es den Gemeinden, Beerdigungen zu organisieren. Dies war eine Maßnahme im Zuge der Trennung von Kirche und Staat. Dann sanken die Mitgliederzahlen der Bruderschaften durch den Ersten Weltkrieg (1914–1918) erneut bedeutend ab.
1947 kam es in Giverville anlässlich der Feier des 700-jährigen Bestehens der dortigen Confrérie de charité zu einer Versammlung von über 80 Bruderschaften. 1948 wurde daraufhin die Union des Charités du diocèse d’Évreux gegründet, eine Vereinigung der Bruderschaften des Bistums Évreux. Die Bruderschaften des Pays d’Auge gründeten 1964 einen Verein der Charités du diocèse de Bayeux. Die Bruderschaften treffen sich seitdem alle fünf Jahre. 2005 trafen sich über 700 Brüder in Le Bec-Hellouin.
Bedroht wird der Bestand der Confréries de charité heute dadurch, dass die Pfarreien umgruppiert und Kirchen geschlossen werden. 1997 wurden die 720 Pfarreien des Bistums Bayeux zu 51 Pfarreien umgruppiert. Die Bruderschaften fühlen sich mit ihren Gemeinden verbunden. Außerdem werden die Mitglieder immer älter. Im Jahr 1996 befragte Fabienne Cosset 108 Brüder von 10 Bruderschaften nach ihrem Alter und ihrem Beruf. 40 Prozent waren im Ruhestand und 46 Prozent waren über 60 Jahre alt. Im 19. Jahrhundert waren die Brüder wesentlich jünger und meist in der Landwirtschaft tätig, wo sie ihre Zeit selbst einteilen konnten. Inzwischen müssen viele Bruderschaften andere Dorfbewohner zu Hilfe rufen, da die Brüder den Sarg nicht mehr tragen können.
Martine Segalen erklärt das Überleben der Confréries de charité im ländlichen Bereich damit, dass Todesfälle immer noch das ganze Dorf interessieren. Das Bestattungsritual hat sich allerdings verändert, es beginnt nicht mehr am Haus des Verstorbenen, sondern in der Kirche. Die meisten Bruderschaften haben ihre internen Regeln modernisiert. Manche Bruderschaften beerdigen wieder umsonst, andere erheben geringe Gebühren, die weit unter denen normaler Bestattungsunternehmen liegen. Vereinzelt gibt es Neugründungen von Confréries de charité. In Eure wurde die Bruderschaft von Manneville-sur-Risle 1992 gegründet, La Trinité-de-Réville 1995 und Fontaine-Bellenger im Jahr 2010.

## Utensilien

### Kleidung

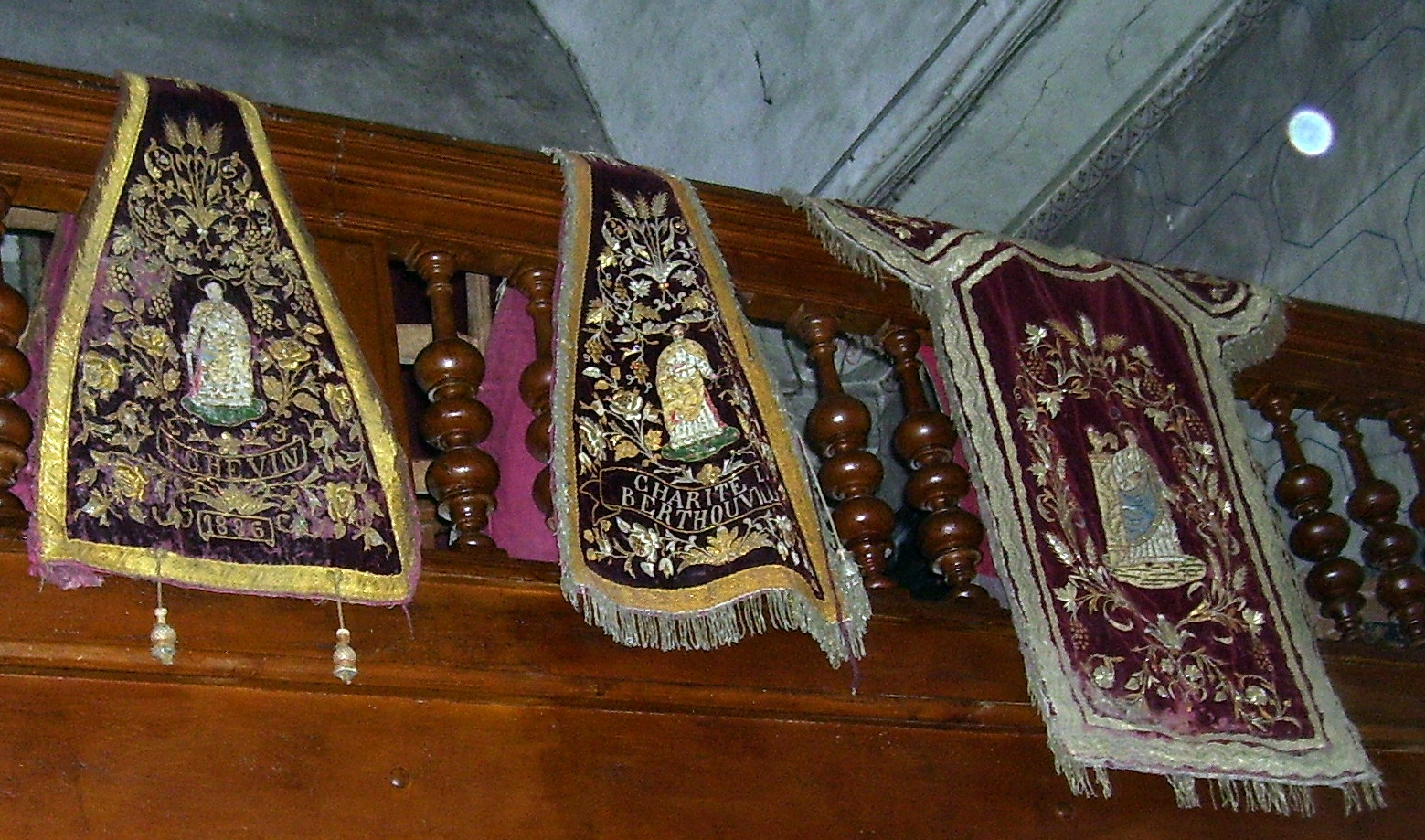
Zwei Schärpen und ein Tappert

Im 19. Jahrhundert bestand die Kleidung der Brüder aus der schwarzen soutanelle, die an eine Soutane erinnert, aber kürzer und weiter geschnitten ist, einem Beffchen, einem eckigen schwarzen Barett mit besticktem Rand, einem Überwurf und einer Schärpe, die über die linke Schulter gelegt und an der rechten Seite in Höhe der Taille befestigt wird. Die Schärpen wurden im Laufe der Jahrhunderte breiter, bunter und stärker verziert. Gesicht und Hände des Patrons der Bruderschaft wurden auf Leinwand gemalt und auf die Schärpe genäht, die Kleidung des Heiligen wurde aufgestickt, darum rankten sich Phantasiemotive aus Gold- oder Silberfäden. Besonders wohlhabende Bruderschaften besaßen zwei Garnituren an Schärpen. Die tintenelliers tragen eine Art Dalmatik, die tabard (‚Tappert‘) genannt wird. Der Tappert ist reich bestickt. Heute wird meist nur noch die Schärpe, manchmal auch der Tappert getragen.

### Sonstige Gegenstände

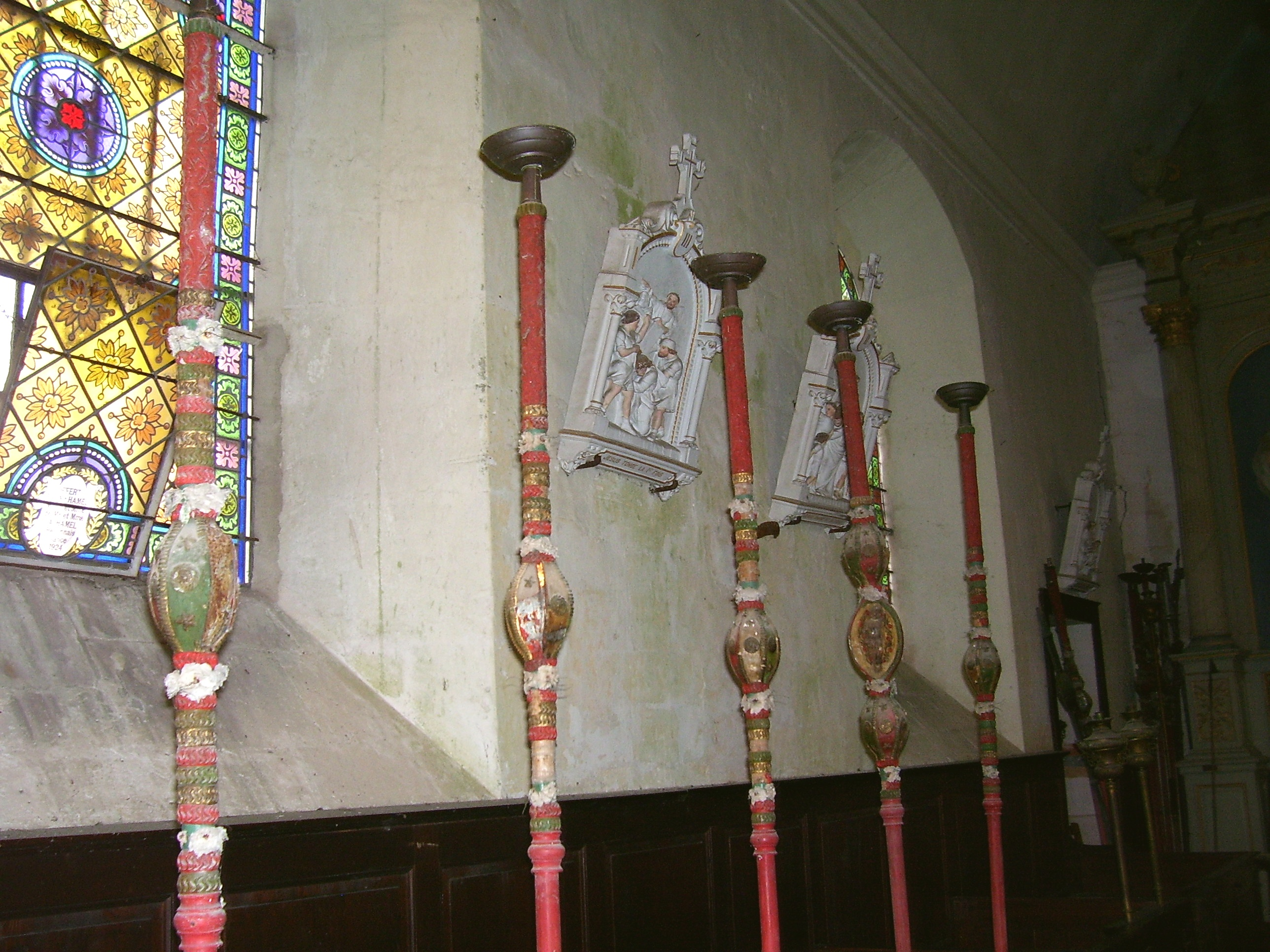
Prozessionskerzenständer

Bei Prozessionen tragen die Brüder bemalte Kerzenständer, kleine Heiligenfiguren oder Kreuze auf langen Stangen. Die Kerzenständer nennt man toulie. Andere tragen bestickte Fahnen. Die Fahnen sind mit den Namen der Bruderschaften versehen und zeigen auf der Vorderseite den jeweiligen Heiligen, auf der Rückseite die Jungfrau Maria. Die Jahreszahlen auf den Fahnen entsprechen entweder dem Jahr der Gründung der Bruderschaft oder dem Jahr der Herstellung der Fahne.

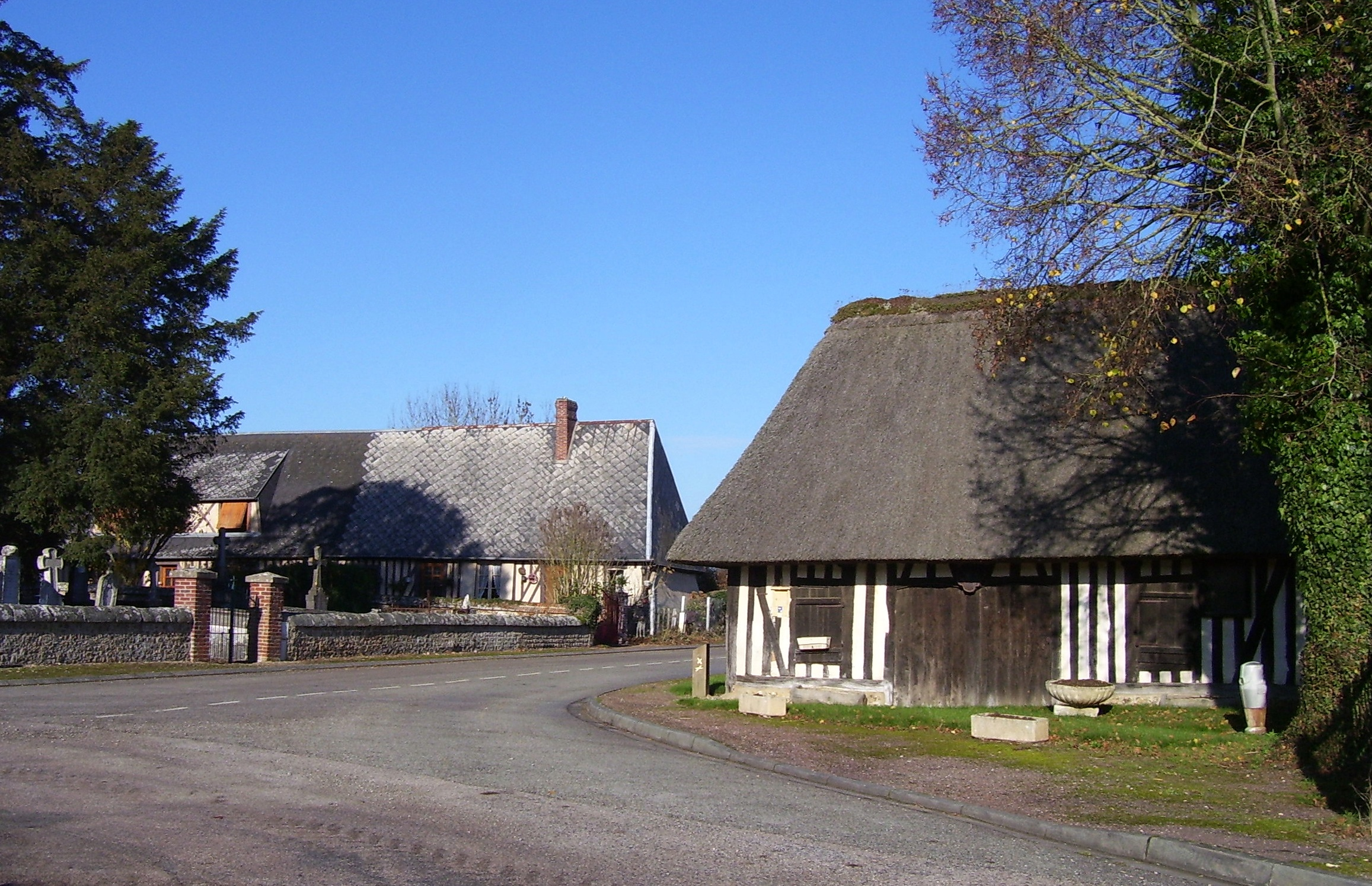
Das maison de charité von Saint-Cyr-de-Salerne

Andere wichtige Gegenstände der Bruderschaften sind: ein Teller für die Kollekte, ein Register, in dem die Namen der Charitons verzeichnet werden und das matrologue genannt wird, eine Truhe mit drei Schlössern, ein besticktes Bahrtuch und ein Leichenwagen. Die Schlüssel für die Truhe besitzen der Schöffe, der Propst und der clerc. Im 18. Jahrhundert hatten die Truhen zwei Schlösser, die Schlüssel besaßen der Pfarrer des Ortes und der Schöffe. Damit sollte vermieden werden, dass die Bruderschaften eigenmächtig Prozessionen oder Beerdigungen veranstalteten. Zur Aufbewahrung der Gegenstände diente ein Verschlag hinter der Kirche oder eine kleine Hütte, die maison de charité (‚Haus der Barmherzigkeit‘) genannt wird. Einige dieser Gebäude existieren noch.

## WeiblicheCharitons
Schon im 16. Jahrhundert gab es Bruderschaften, die nur aus Frauen bestanden. Ihre Aufgaben waren rein sozialer Natur, sie durften nicht bei Gottesdiensten assistieren, keine Beerdigungen durchführen, trugen keine Schärpen und durften auch nicht bei den internen Feiern der Bruderschaften mitwirken. Erst das Zweite Vatikanische Konzil (1962–1965) erlaubte weibliche Ministranten. Heute gibt es gemischte Bruderschaften und die Frauen dürfen eine Schärpe tragen, allerdings dürfen sie nicht den Sarg tragen.

## Bruderschaften in anderen Teilen Frankreichs

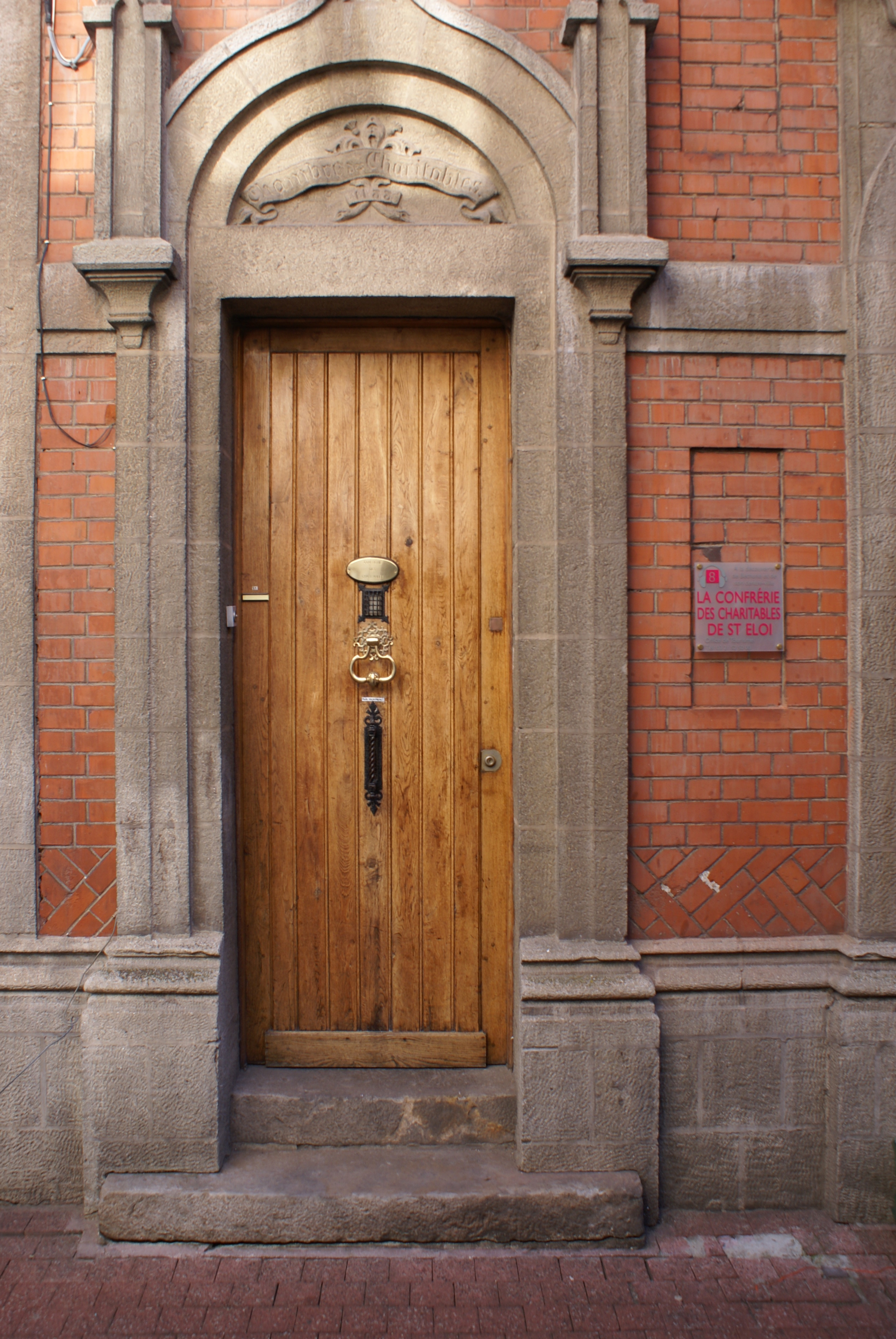
Sitz der Confrérie des Charitables de Saint-Éloi in Béthune

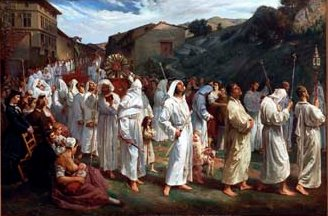
Prozession der weißen Pénitents von Avignon

In Nordfrankreich, besonders im Artois, gibt es sogenannte Confréries des Charitables. Die Charitable von Béthune und Beuvry wurde 1188 gegründet und veranstaltet heute noch etwa 300 Beerdigungen pro Jahr. Die Mitglieder der Charitables tragen keine Schärpen als kennzeichnende Kleidung, sondern Zweispitze. 2011 trafen sich über 500 Mitglieder von über 70 Confréries de charité in Fourmetot bei Pont-Audemer zu einer Prozession mit anschließender Messe. Die Charitable von Béthune und Beuvry nahm daran ebenfalls teil.
Im Süden Frankreichs gibt es seit dem Ende des 17. Jahrhunderts die Confréries de pénitents (‚Bruderschaft der Büßer‘), zum Beispiel in Avignon, Carpentras und Nizza. Sie tragen Seile als Gürtel und einen Habit mit Kapuze, die das Gesicht verdecken. Der Schwerpunkt ihrer Aufgaben liegt bei „guten Taten“, dazu gehören auch Beerdigungen. Zu Beginn des 20. Jahrhunderts gründeten die verbliebenen Confréries de pénitents den Verband der Confréries du Midi. 1975 gab es noch dreißig dieser Bruderschaften.